# Thomas Forster
Pour les articles homonymes, voir Forster.
Thomas Forster (1683 - octobre 1738), de Adderstone Hall, dans le Northumberland, est un propriétaire terrien et homme politique conservateur qui siège à la Chambre des communes de 1708 à 1716. Il est général de l'armée jacobite lors du soulèvement de 1715 et s'enfuit ensuite en France. 

## Jeunesse
Il est baptisé le 29 mars 1683, fils aîné de Thomas Forster (1659-1725) d'Adderstone, député de Northumberland de 1705 à 1708 et de Frances Forster, fille de Sir William Forster du Château de Bamburgh . Il fait ses études à la Newcastle School et est admis au St John's College de Cambridge le 3 juillet 1700. En 1701, il hérite de sa tante Dorothy Crew (épouse de Nathaniel Crew (3e baron Crew), évêque de Durham) de son oncle Ferdinando Forster, de Bamburgh et Blanchland. Les successions ont des dettes importantes et, en 1704, les créanciers engagent des actions en chancellerie pour forcer les héritiers à les vendre. 

## Carrière
Il est élu député conservateur de Northumberland aux élections générales britanniques de 1708. En 1709, lui et sa tante vendent les domaines à l'époux de sa tante, Mgr Crewe, et ils se retrouvent avec très peu de revenus. En 1710, il vote contre la destitution du docteur Sacheverell. Aux élections générales britanniques de 1710, il est de nouveau élu pour le Northumberland et tente sans succès de faire réélire les candidats conservateurs à Berwick-upon-Tweed et à Morpeth. Il figure sur la liste des «patriotes conservateurs» qui se sont opposés à la poursuite de la guerre et des «dignes patriotes» qui ont contribué à déceler la mauvaise gestion du ministère précédent. Il soutient les efforts du comte de Hertford et de James Lowther, tous deux whigs, pour faire avancer un projet de loi visant à réglementer le commerce à la frontière avec l'Écosse. Le 18 juin 1713, il vote en faveur de la loi sur le commerce français. Il est réélu lors des élections générales britanniques de 1713, mais est inactif au Parlement . Il est réélu député de Northumberland aux élections générales britanniques de 1715, mais ses activités se concentrent sur la cause jacobite . 

## Rébellion jacobite et exil
Les Forsters sont des cousins des Radcliffes. Le chef de la famille, James Radclyffe (3e comte de Derwentwater), lui-même cousin de l’ancien prétendant, est un dirigeant de la rébellion jacobite de 1715. Forster rejoint Lord Derwentwater à Northumberland à la tête de 300 cavaliers et proclame le prétendant à Warkworth après avoir échappé à une arrestation à Londres le 21 septembre 1715 sous le chef d'accusation d '«avoir pour but de soutenir l'invasion du royaume». Après une tentative infructueuse sur Newcastle, il rejoint un autre groupe de rebelles au nord de la frontière et un détachement de l'armée de Mar . 
Bien que n'ayant aucune expérience militaire, Forster, en tant que protestant, est élu pour diriger toutes les forces jacobites en Angleterre. Sous sa direction, Lancelot Errington s'empare de l'île de Lindisfarne. Forster est lourdement battu à la bataille de Preston et se rend. Il est emprisonné à la Prison de Newgate, mais s'enfuit en France en 1716 . Les détails de son évasion et le texte de la proclamation royale ordonnant son arrestation sont publiés par le commentateur contemporain Abel Boyer (1716) . Il est expulsé du Parlement le 2 février 1716. 
Il réussit à atteindre Paris et reçoit de l'argent de William Dicconson, le trésorier du prétendant. Il rejoint ensuite les jacobites anglais à la cour Stuart, où il est nommé intendant de la maison. Il est excepté de l'acte d'indemnité et son frère John lui succède à Adderstone en 1725. Son neveu Thomas fait remarquer dans sa correspondance qu'il laisse présager de «petits espoirs» de «ne rien obtenir de la succession». Après le départ de Rome du prétendant, il y convoque Forster en octobre 1727. 
Il est décédé célibataire à Boulogne-sur-Mer, en France, le 27 octobre 1738, à l'âge de 55 ans. Son corps, après avoir été enterré à Boulogne, est amené en Angleterre et inhumé à Bamburgh le 7 décembre . 